# 8. U-Flottille
Die 8. U-Flottille (8. Unterseebootsflottille) war ein militärischer Verband in der ehemaligen deutschen Kriegsmarine im Zweiten Weltkrieg.

## Geschichte
Die Flottille wurde im Oktober 1941 in Königsberg unter dem Kommando von Kapitänleutnant Georg-Wilhelm Schulz als Ausbildungsflottille gegründet. Ab Februar 1942 war sie in Danzig stationiert. Bei ihr wurden die Danziger, manche Bremer, manche Hamburger und Kieler Boote ausgebildet. Das erste der Flottille zugeteilte U-Boot war U 88 unter Kapitänleutnant Heino Bohrmann am 15. Oktober 1941. Zu dieser Flottille gehörten hauptsächlich U-Boote des Typs VII, jedoch auch U-Boote des Typs IX B, Typs XVII, Typ XXI und des Typs XXIII unterstanden der Flottille als Front- oder Ausbildungsboote. Die Boote der 8. U-Flottille führten zwischen Juni 1944 und Frühling 1945 Unternehmungen in der Ostsee durch. Die Flottille wurde beim Anrücken der Roten Armee im Februar 1945 aufgelöst.

### Flottillenzeichen
Als Flottillenzeichen wurde das Danziger Wappen gewählt, davor befand sich die Silhouette eines U-Bootes.

## Flottillenchefs
Die 8. U-Flottille unterstand in Königsberg und später Danzig zwischen 1941 und 1945 folgenden Flottillenchefs:
- Kapitänleutnant Georg-Wilhelm Schulz – Oktober 1941 bis Januar 1942 (vormals Kommandant U 64, U 124)
- Korvettenkapitän Hans Eckermann – Januar 1942 bis 1. Januar 1943 (vormals Kommandant U 20, U A)
- Korvettenkapitän Werner von Schmidt – Januar 1943 bis Januar 1943 (vormals Kommandant U 9, U 12, U 15, U 25, U 40, U 116)
- Kapitän zur See Bruno Mahn (in Vertretung) – Januar 1943 bis März 1943 (vormals Kommandant U B, U D5)
- Korvettenkapitän Werner von Schmidt – März 1943 bis 30. April 1944
- Fregattenkapitän Hans Pauckstadt – 1. Mai 1944 bis 23. Februar 1945 (vormals Kommandant U 18, U 12, U 34, U 30, U 516, U 193)

## Unterstellte U-Boote
Insgesamt gehörten der 8. U-Flottille im Laufe ihres Bestehens 264 U-Boote an:
| Bootstyp | Boote der 8. U-Flottille |
| -------- | --- |
| VII C    | U 88, U 89, U 90, U 212, U 222, U 223, U 242, U 250, U 253, U 254, U 255, U 256, U 260, U 261, U 263, U 264, U 265, U 266, U 267, U 268, U 269, U 270, U 271, U 272, U 273, U 274, U 275, U 276, U 277, U 278, U 279, U 280, U 281, U 282, U 283, U 284, U 285, U 286, U 288, U 289, U 290, U 302, U 303, U 304, U 305, U 306, U 307, U 308, U 309, U 310, U 311, U 312, U 313, U 314, U 315, U 334, U 335, U 338, U 339, U 340, U 341, U 342, U 343, U 344, U 345, U 346, U 347, U 348, U 357, U 358, U 359, U 361, U 362, U 363, U 370, U 378, U 379, U 405, U 406, U 411, U 412, U 413, U 414, U 415, U 416, U 417, U 418, U 419, U 420, U 421, U 422, U 423, U 424, U 425, U 426, U 427, U 428, U 429, U 430, U 438, U 443, U 444, U 445, U 446, U 447, U 448, U 449, U 450, U 458, U 465, U 475, U 479, U 481, U 593, U 594, U 595, U 596, U 597, U 598, U 599, U 613, U 614, U 615, U 616, U 620, U 621, U 622, U 623, U 624, U 625, U 637, U 657, U 658, U 664, U 676, U 679, U 704, U 707, U 708, U 712, U 713, U 717, U 731, U 732, U 733, U 734, U 735, U 736, U 737, U 738, U 739, U 740, U 741, U 742, U 743, U 744, U 745, U 746, U 747, U 749, U 750, U 760, U 761, U 762, U 763, U 764, U 765, U 766, U 767, U 825, U 826, U 921, U 958, U 1191, U 1192, U 1193, U 1199, U 1200, U 1201, U 1202, U 1203, U 1204, U 1205, U 1206, U 1207, U 1208, U 1209, U 1210 |
| VII C/41 | U 292, U 293, U 294, U 295, U 296, U 297, U 298, U 299, U 300, U 1000, U 1001, U 1102, U 1103, U 1104, U 1105, U 1106, U 1107, U 1108, U 1109, U 1110, U 1163, U 1164, U 1165, U 1166, U 1167, U 1168, U 1169, U 1170, U 1171, U 1172, U 1271, U 1272, U 1273, U 1274, U 1275, U 1276, U 1277, U 1278, U 1279 |
| VII D    | U 218 |
| IX B     | U 108 war Erprobungsboot für die Typ-XXI-Dieselmotoren |
| XVII A   | U 792, U 793, U 794, U 795 |
| XVII B   | U 1405, U 1406, U 1407 |
| XXI      | U 3501, U 3502, U 3503, U 3504, U 3505, U 3506, U 3507, U 3508, U 3510, U 3511, U 3512, U 3513, U 3514, U 3515, U 3516, U 3517, U 3518, U 3519, U 3520, U 3521, U 3522 |
| XXIII    | U 2339 als Schulboot der 7. Kriegsschiffbaulehrabteilung (7. KLA) |